# Chimarra oaxaca
Chimarra oaxaca is een schietmot uit de familie van de Philopotamidae. De soort komt voor in het Neotropisch gebied.